# Belgisches Niederländisch
Belgisches Niederländisch umfasst eine Reihe von Sprachformen in Belgien, die in der Region Flandern und der zweisprachigen Region Brüssel-Hauptstadt gesprochen werden.
Dazu zählen das belgische Standardniederländisch (BSN) und mehrere Dialekte sowie die sogenannte Zwischensprache (eine Übergangsform zwischen Standardniederländisch und den Dialekten).
Das belgische Standardniederländisch wird irreführend auch Flämisch (Vlaams) genannt, entsprechend der Bezeichnung „Flamen“ (Vlamingen) für die niederländischsprachigen Einwohner Belgiens. Im sprachwissenschaftlich engeren Sinn bezieht sich „Flämisch“ aber nur auf die beiden Dialekte West- und Ostflämisch.

## Gliederung nach Willemyns
Der Sprachwissenschaftler Roland Willemyns von der Freien Universität Brüssel unterscheidet beim Niederländischen Belgiens fünf Sprachformen, allerdings mit fließenden Übergängen:
- Basisdialekt: Ein „reiner“, primärer Orts- oder Regionaldialekt ist im Norden Belgiens nicht auf ländliche Gebiete und private Gelegenheiten beschränkt. Die allermeisten niederländischsprachigen Belgier beherrschen einen Basisdialekt, ohne ihn immer zu verwenden.
- Verkehrsdialekt: Ein Verkehrsdialekt ist eine ausgleichende Dialektform, die lautlich bewusst an die Standardsprache angepasst wird. Teilweise fließen Wörter der Standardsprache ein. Dialektsprecher mit nicht ausreichender Beherrschung der Standardsprache (z. B. Menschen geringer Schulbildung) benutzen diese Sprachform, um mit den Ortsdialekt nicht Verstehenden zu kommunizieren.
- Regionale Umgangssprache: Die regionale Umgangssprache, nicht zu verwechseln mit dem Regiolekt in den Niederlanden, ist eine Mischung aus Standardsprache und Dialekt. Gesprochen wird sie bei der überregionalen Kommunikation, der städtischen Mittelschicht und Menschen höherer Bildung in familiären Situationen.
- Zwischensprache (tussentaal), „Belgisch Beschaafd (Nederlands)“: Das „Belgisch-Kultivierte (Niederländisch)“ ist eine Sprachform, die der Standardsprache sehr nahe und im gesamten niederländischsprachigen Teil Belgiens gebräuchlich ist. Sie ist nicht nur von Ortsdialekten beeinflusst, denn auch außerhalb Brabants gibt es brabantische regionale Einflüsse; somit ist Brabantisch in gewissem Umfang in dieser Sprachform tonangebend. Andere Kennzeichen sind Archaismen, Gallizismen und Sprachpurismen. Ferner sind dieser Sprachform eine buchstabengetreue Aussprache und hyperkorrekte Formen eigen. Sprecher der Standardsprache benutzen die Zwischensprache in bestimmten Situationen, etwa um nicht affektiert zu wirken.
- Standardsprache: Die normierte Standardsprache, standaardtaal, ist, trotz einiger belgischer Besonderheiten (Belgizismen), prinzipiell die gleiche wie in den Niederlanden. Im Rundfunk und im Fernsehen ist sie die übliche Sprachform, jedoch fast durchgehend mit einer belgisch geprägten Lautung.[2]

## Geschichte
Nach der Gründung Belgiens (1830) wurde Französisch die einzige offizielle Sprache des neuen Staates, obwohl die Mehrheit der Bevölkerung niederländische Dialekte sprach. Das neu erstehende Bürgertum Flanderns lehnte sich später gegen die Dominanz der französischen Sprache auf. Seit 1878 hat Niederländisch offiziellen Status.
Siehe auch: Flämisch-wallonischer Konflikt

## Die Sprachformen

### Standard-Niederländisch in Belgien

Belgien mit dem niederländischen Sprachgebiet in Grün, darin das offiziell zweisprachige Brüssel

Amtssprache in Flandern ist Niederländisch. Es lassen sich jedoch Unterschiede zum Sprachgebrauch in den Niederlanden ausmachen. Dies stellt auch die Niederländische Sprachunion fest. Darüber hinaus definiert sie Standardsprache in Belgien als:
het Nederlands dat algemeen bruikbaar is in het publieke domein in België, d.w.z. in alle belangrijke sectoren van het openbare leven, zoals het bestuur, de administratie, de rechtspraak, het onderwijs en de media
(das Niederländische, das im öffentlichen Raum in Belgien allgemein verwendbar ist, das heißt in allen wichtigen Sektoren des öffentlichen Lebens, wie Regierung und Verwaltung, Rechtsprechung, Bildungswesen und Medien)
Im Großen Wörterbuch der niederländischen Sprache (Van Dale) werden Wörter, die in Belgien gebräuchlich sind, mit einem (Belg.) gekennzeichnet, teilweise auch mit (niet alg.), d. h. „nicht allgemein“.
Bis in die 1970er-Jahre konnten viele Flamen die Standardsprache schreiben und verstehen, sprachen sie selbst aber kaum. Es bestand mithin eine diglossische Situation, eine Aufgabenteilung zwischen Dialekt und Standardsprache.  Diese dauert regional, insbesondere im Gebiet des westflämischen Dialekts, bis heute fort.
Das belgische Standard-Niederländisch wird in Belgien mitunter VRT-Nederlands genannt. VRT ist der staatliche Rundfunk Flanderns. Dort achtet, wie auch bei anderen Fernsehsendern in Belgien, ein Sprachbeirat auf den korrekten Gebrauch der Standardsprache. Der Beirat der VRT, momentan Ruud Hendrickx, hat somit einen großen Einfluss auf das Standard-Niederländisch in Belgien. Ruud Hendrickx ist seit Mai 2009 Hauptredakteur der flämischen Abteilung von Van Dale, welches das Große Wörterbuch der niederländischen Sprache herausgibt.

### Zwischensprache
Als Zwischensprache (tussentaal) wird ein Soziolekt der niederländischen Sprache bezeichnet, der vornehmlich durch den brabantischen Dialekt geprägt ist. Der Terminus ist umstritten, da er eine Einheit andeutet. Obgleich die Zwischensprache sich in ganz Flandern ähnelt, sind Unterschiede von Stadt zu Stadt erkennbar. Wesentliche Merkmale eines Regiolekts treffen auch auf die Zwischensprache zu. Jedoch ist auch diese Einordnung umstritten. Der Begriff wurde durch Wissenschaftler der Universität Gent geprägt. Synonyme sind Verkavelingsvlaams, Schoon Vlaams und Soapvlaams – Letztgenanntes deshalb, weil die allen Flamen verständliche Zwischensprache im Zusammenhang mit dem simulierten Alltag in flämischen Fernsehserien für belgische und vor allem für brabantische Zuschauer weniger künstlich als das Standard-Niederländische wirkt, das in Belgien de facto nicht gesprochen wird.
Auffallendes Merkmal ist der Gebrauch von gij ‚du‘ anstelle von jij. Außerdem wird für jou ‚dich‘ und jouw ‚dein‘ üblicherweise die Höflichkeitsform u und uw benutzt.
In der Zwischensprache ist eine eigentümliche Klitisierung weit verbreitet: Ben jij (‚Bist du?‘) wird zu Zijdegij und Hoe heet je? (‚Wie heißt du?‘) wird zu Oe noemde gij? Die Silbe -de steht bereits für du oder in einem allgemeineren Sinn für man.
Die Zwischensprache unterscheidet sodann das Genus bei unbestimmten Artikeln, im Gegensatz zur niederländischen Standardsprache. So heißt es beispielsweise ne man, een vrouw, e kind statt een man, een vrouw, een kind.
Die Entstehung der Zwischensprache ist zurückzuführen auf Flamen, die sich vom Dialekt distanzierten, aber Standard-Niederländisch nicht sprechen konnten oder wollten. Die niederländische Standardsprache ist den Sprechern in Flandern nicht über Generationen anerzogen worden wie in den Niederlanden, sondern sie wurde abrupt Ende des 19. Jahrhunderts eingeführt (als Ersatz für das Französische) und weckte aufgrund des erheblichen Unterschieds zu den lokalen Dialekten Widerstand und Ablehnung.

### Dialekte
In Belgien werden zwei flämische Dialekte und zwei weitere niederländische Dialekte gesprochen:
- Westflämisch  in der Provinz Westflandern
- Ostflämisch in der Provinz Ostflandern
- Brabantisch
- Limburgisch

Da flämisch auch das Adjektiv für die ganze Region Flandern ist, verwenden die Belgier die Bezeichnung flämisch oftmals synonym mit niederländischsprachig. Wenn Niederländer einen Sprachgebrauch als flämisch (oder belgisch) bezeichnen, meinen sie in der Regel ebenfalls das in Belgien gesprochene Niederländische insgesamt, ohne genauere Kenntnis der einzelnen Dialekte.
Brabantische Dialekte haben die niederländische Standardsprache seit dem 16. Jahrhundert entscheidend mitgeprägt. Die Hafenstadt Antwerpen, die Universitätsstadt Löwen, in minderer Rolle Mechelen und früher Brüssel bilden das geografische und kulturelle Zentrum der flämischen Gemeinschaft. Dies hat eine große brabantische Dominanz in Fernsehen und Rundfunk zur Folge.
Dialekte spielen in Flandern eine größere Rolle als in den Niederlanden. 53 % der Schüler in Flandern sprechen einen Dialekt, dagegen nur 23 % in den Niederlanden. Allerdings gehen die Dialekte allmählich zugunsten der Zwischensprache oder der regionalen Umgangssprache zurück, werden also uniformer. Dieser Effekt ist im Osten stärker als zum Beispiel in Westflandern.

## Beispiele für Unterschiede zum Niederländisch der Niederlande
(siehe auch: Falscher Freund)
| Belgisches Niederländisch 1   | Niederländisch der Niederlande | Deutsch                              |
| ----------------------------- | ------------------------------ | ------------------------------------ |
| ambetant                      | vervelend, lastig              | lästig, langweilig, schwer           |
| borstel                       | bezem                          | Besen                                |
| camion                        | vrachtwagen                    | Lastwagen                            |
| curieus                       | nieuwsgierig                   | neugierig                            |
| goesting                      | zin, lust                      | Lust                                 |
| immobiliën                    | onroerende goederen, vastgoed  | Immobilien                           |
| krieken                       | zure kersen                    | Morellen                             |
| piloot (Formel 1 oder Rallye) | (auto)coureur                  | Rennfahrer                           |
| plan                          | plattegrond, schema, kaart     | Karte, Plan                          |
| plezant                       | plezierig, leuk                | lustig                               |
| het is beginnen regenen       | het is gaan regenen            | es hat zu regnen begonnen/angefangen |
| aan lage prijzen              | voor/tegen lage prijzen        | zu niedrigen Preisen                 |
| seffens                       | straks                         | gleich, in Kürze                     |
| solden                        | uitverkoop, opruiming, koopjes | Schlussverkauf                       |
| vijs                          | schroef                        | Schraube                             |

## Belege
1. ↑  Agnes Jäger: Vergleichskonstruktionen im Deutschen: Diachroner Wandel und synchrone Variation. (= Linguistische Arbeiten Band 569.) 2018, Seite 563 (Index mit „Belgisches (Standard-)Niederländisch (BSN)“) und Seite 378 (enthält „im belgischen Standardniederländisch (BSN)“)
2. 1 2  Herman Vekeman, Andreas Ecke: Geschichte der niederländischen Sprache. Bern 1992, ISBN 3-906750-37-X.
3. ↑  Wat is standaardtaal? (algemeen). In: taaladvies.net. (niederländisch).
4. ↑  Taaladvies.net – Standaardtaal in België. In: taaladvies.net. (niederländisch).
5. 1 2  Taalschrift – Reportage – Televisienederlands en Schoon Vlaams. In: taalschrift.org. (niederländisch).
6. ↑  http://hdl.handle.net/1854/LU-610749
7. ↑  SIL International: vls
8. ↑  Nederlandse Taalunie (Hrsg.): Taalpeilonderzoek 2007. Onderwijs Nederlands in Nederland, Vlaanderen en Suriname. Den Haag 2007, S. 72 (PDF; 0,7 MB).